# 86043 Cévennes
86043 Cévennes è un asteroide della fascia principale. Scoperto nel 1999, presenta un'orbita caratterizzata da un semiasse maggiore pari a 2,9336227 UA e da un'eccentricità di 0,1665550, inclinata di 12,54468° rispetto all'eclittica.